# Progress M-23M
Progress M-23M (ryska: Прогресс М-23M) eller som NASA kallar den, Progress 55 eller 55P, är en rysk obemannad rymdfarkost som levererade förnödenheter, syre, vatten och bränsle till rymdstationen ISS. Den sköts upp med en Sojuz-U-raket från Kosmodromen i Bajkonur 9 april 2014 och dockade med ISS knappt 6 timmar senare.
Farkosten lämnade rymdstationen, den 21 juli 2014 och brann upp i jordens atmosfär, den 31 juli 2014.

### Fotnoter
1. ↑  ”NASA Space Science Data Coordinated Archive” (på engelska). NASA. https://nssdc.gsfc.nasa.gov/nmc/spacecraft/display.action?id=2014-018A. Läst 1 mars 2020.
2. ↑  Manned Astronautics - Figures & Facts Arkiverad 5 oktober 2015 hämtat från the Wayback Machine., läst 22 juli 2016.